# Paul Jones
Paul Steven Jones (Chirk, Gales, 18 de abril de 1967) es un exfutbolista galés. Jugó de portero y siendo unos de sus equipos que defendió fue el Southampton FC. 

## Trayectoria
Nacido en Chirk cerca de Wrexham, Jones comenzó su carrera en Kidderminster Harriers FC en 1986 y luego se mudó a Wolverhampton Wanderers por un precio de £ 60.000 en 1991. Él solo pudo jugar 44 partidos antes de pasar al Stockport County en 1996, donde él estaba siempre presente en la temporada 1996-97.
Cuando Stockport County mánager Dave Jones se incorporó como director de Southampton FC, firmó Jones. Ganó Southampton jugador de la temporada en 1998 y obtuvo una llamada a la Selección de fútbol de Gales y se convirtió en el número uno jugará como guardameta. Jugó en el Southampton en el 2003 final de la Copa FA contra el Arsenal FC (que se perdió 1-0) de entrar como sustituto del lesionado Antti Niemi. Fue el primer portero para hacer una aparición en un sustituto de final de la Copa. Hizo su debut internacional contra Escocia el 27 de mayo de 1997, de entrar como sustituto de medio tiempo para Andy Marriott. Él ganó un total de 50 casquillos.
Salió de Southampton en 2003 y se unió brevemente a Liverpool durante una crisis de lesiones de porteros antes de volver a unirse a Wolverhampton Wanderers en enero de 2004.
Él fue cedido al Watford FC en diciembre de 2004. En enero de 2006, el contrato de Lobos cancelado Jones por consentimiento mutuo. En febrero de 2006, se unió a Queens Park Rangers FC por el resto de la temporada 2005-06. Debido a su éxito en el club se le dio una prórroga de un año de su contrato, que duraría hasta mayo de 2007. Cuando el contrato expiró Jones fue puesto en libertad por el club de Londres y más tarde fichó por la no-liga Bognor Regis Town.

## Selección nacional
Fue internacional con la Selección de fútbol de Gales, jugó 20 partidos internacionales.

## Clubes
| Club                      | País       | Año       |
| ------------------------- | ---------- | --------- |
| Kidderminster Harriers FC | Inglaterra | 1986-1991 |
| Wolverhampton Wanderers   | Inglaterra | 1991-1996 |
| Stockport County          | Inglaterra | 1996-1997 |
| Southampton FC            | Inglaterra | 1997-2004 |
| Liverpool FC              | Inglaterra | 2004      |
| Wolverhampton Wanderers   | Inglaterra | 2004      |
| Watford FC                | Inglaterra | 2004-2005 |
| Wolverhampton Wanderers   | Inglaterra | 2005      |
| Millwall FC               | Inglaterra | 2005      |
| Queens Park Rangers FC    | Inglaterra | 2006-2007 |
| Bognor Regis Town         | Inglaterra | 2007-2008 |